# Helena Chmielnicka

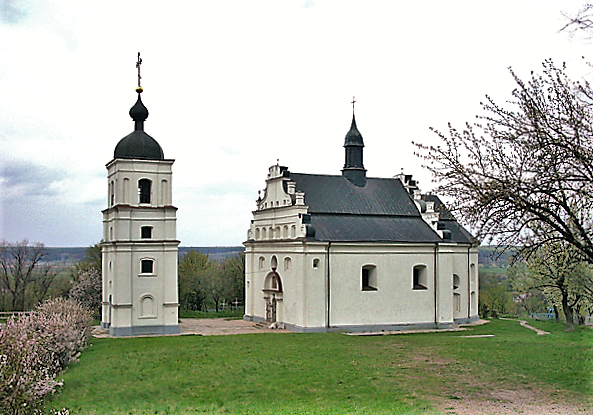
Cerkiew św. Ilji w Subotowie

Motrona Chmielnicka, primo voto Czaplińska zwana Heleną Chmielnicką, Heleną z Dzikich Pól (zm. 1651 w Subotowie) – druga żona Bohdana Chmielnickiego.

## Życiorys
Jej pochodzenie oraz data urodzenia nie jest dokładnie znana. Była prawdopodobnie szlachcianką mieszkającą w Czehryniu i wywodziła się z rodu Komorowskich.
W 1646 roku o jej względy zaczęli starać się jednocześnie dwaj zagorzali wrogowie, podstarości czehryński, Daniel Czapliński i setnik czehryńskiego pułku Kozaków rejestrowych, Bohdan Chmielnicki. Gdy Helena została kochanką Chmielnickiego, Czapliński postanowił ją odbić. Najechał majątek ziemski Chmielnickich w Subotowie, spalił folwark i dwór, a następnie uwięził Bohdana Chmielnickiego pod zarzutem bezprawnego posiadania chutoru. Niedługo po tym wydarzeniu Helena związała się Czaplińskim i została jego żoną.
Po wyjściu na wolność Bohdan Chmielnicki rozpoczął proces o rehabilitację oraz o zwrot majątku. Gdy skargi słane do hetmana wielkiego koronnego Mikołaja Potockiego nie poskutkowały setnik udał się na Zaporoże do Siczy, gdzie zbuntował miejscowych Kozaków zaporoskich. Wydarzenie to stało się impulsem do powstania ludowego na Ukrainie.
W początkowym okresie wojny domowej w Rzeczypospolitej w nie do końca znanych okolicznościach Chmielnicki zdołał odebrać Czaplińskiemu żonę. W trakcie marszu wojsk kozackich przez Ukrainę, na podstawie dyspensy udzielonej przez patriarchę Jerozolimy Paisjusza, poślubił Helenę, która na chrzcie prawosławnym przyjęła imię Motrona. Zamieszkała ona w odbudowanym w 1648 roku Subotowie, skąd zarządzała dobrami Chmielnickich na czas nieobecności męża.
Na wiosnę 1651 roku wyszedł na jaw romans Heleny z ochmistrzem i jej matactwa na szkodę rodziny Chmielnickich. Gdy dowiedział się o tym Bohdan Chmielnicki, nakazał swojemu synowi Timofiejowi zabić macochę. Egzekucję wykonano w Subotowie. Helena wraz z kochankiem zostali powieszeni na bramie zamku Chmielnickich.
Helena Chmielnicka pochowana została prawdopodobnie na cmentarzu przed cerkwią św. Ilji w Subotowie.